# 腰东汉墓群
腰东汉墓群，位于山西省临汾市蒲县西坪垣乡腰东村村北，是中华人民共和国山西省文物保护单位之一。
1996年1月12日，授予山西省文物保护单位，是一座古墓葬。